# Atjamcharaincidenten 2008
Atjamcharaincidenten 2008 syftar på den militära konfrontation som ägde rum den 9 juli 2008 på Atjamcharas flanker i den internationellt icke erkända republiken Abchazien, mellan abchaziska och georgiska styrkor.

## Bakgrund
Vid tidpunkten för olyckan låg Atjamcharaberget beläget nära den de facto gränsen mellan den självdeklarerade republiken Abchazien och den tidigare georgiskt-kontrollerade Kodoridalen.

## Incidenten
Påståendena om incidenten är olika från bägge sidor, med bestridande versioner av händelserna. Det finns ingen oberoende bekräftelse på vad som hände.

### Den abchaziska synen
Abchazien hävdar att klockan 9:25 plundrades dess säkerhetspostering vid Atjamcharaberget av omkring 10 georgiska angripare som använde sig av automatvapen och granatkastare. Två av dess reservister skadades och fördes till sjukhus.

### Den georgiska synen
Georgien hävdar att dess polismän attackerades av abchaziska trupper medan de säkrade Atjamcharas höjder i väntan på ett UNOMIG-besök till Kvabtjaradalen. Man hävdar vidare att 3 av dessa polismän skadades och att de i sin tur dödat 4 abchaziska angripare.

### UNOMIG-utredning
Båda sidor har vädjat sin önskan till UNOMIG om att utreda incidenten, som inleddes den 10 juni. Utredningen har ännu inte kommit fram med något resultat.

### Fotnoter
1. 1 2 3  ”Report of the Secretary-General on the situation in Abkhazia, Georgia” (på engelska). FN:s säkerhetsråd. https://digitallibrary.un.org/record/520083/files/S_2004_315-EN.pdf.
2. 1 2  ”Минобороны Абхазии обратилось к командованию миротворческих сил и Миссии ООН с просьбой расследовать инцидент в Кодорском ущелье”. Abchaziens regering. 10 juli 2008. Arkiverad från originalet den 29 september 2011. https://web.archive.org/web/20110929191611/http://www.abkhaziagov.org/ru/president/press/news/detail.php?ID=11026. (ryska)
3. 1 2 3  ”Skirmish in Kodori”. Civil Georgia. 9 juli 2008. http://www.civil.ge/eng/article.php?id=18737. (engelska)